# Heino Enden
Heino Enden (nacido el 13 de diciembre de 1959 en Tallin, Estonia) fue un jugador soviético de baloncesto. Consiguió 4 medallas en competiciones internacionales con la Unión Soviética. 